# Power Assets Holdings Limited

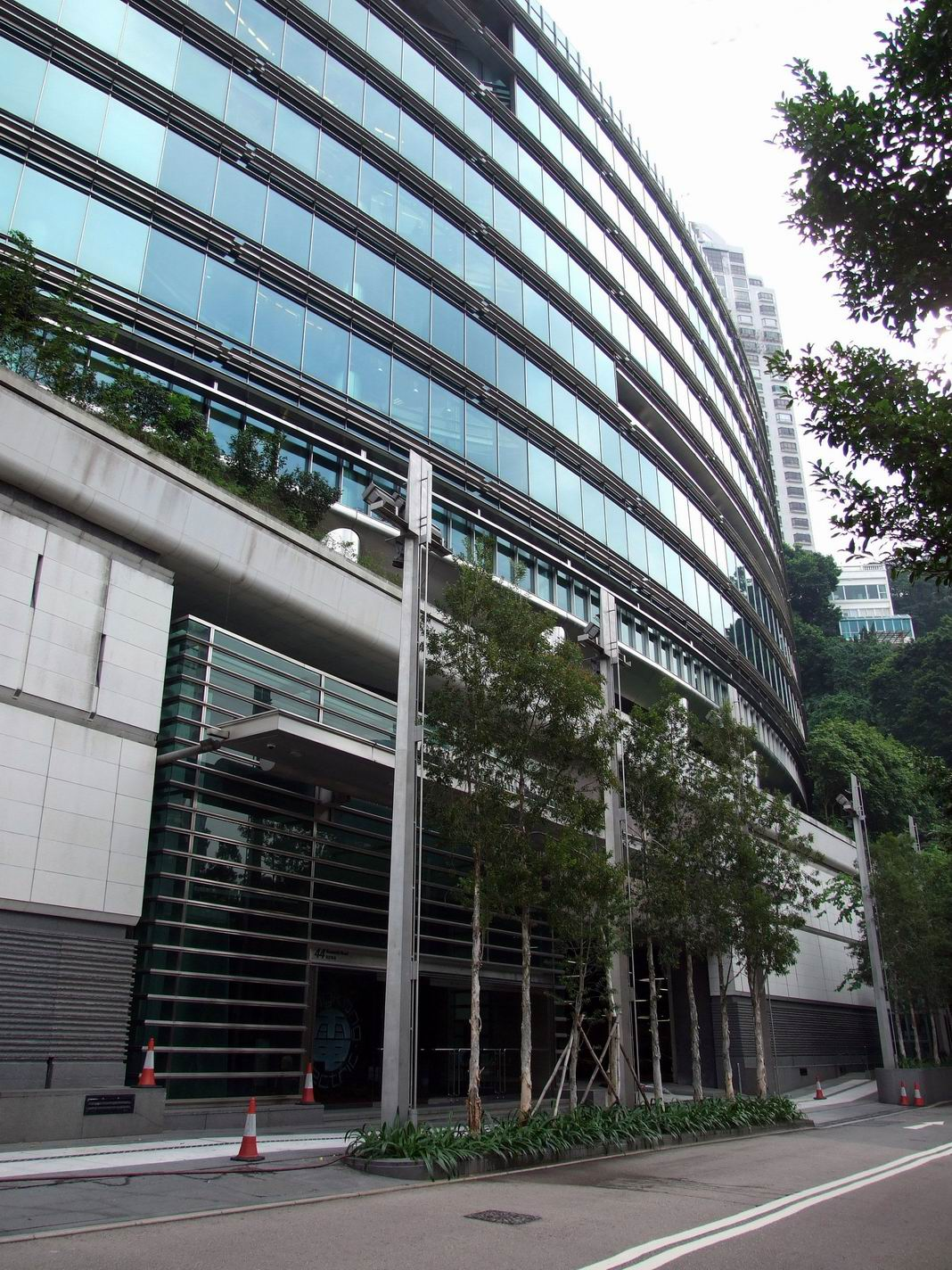

Power Assets Holdings Limited ist ein chinesisches Unternehmen mit Firmensitz in Hongkong. Das Unternehmen ist im Hang Seng Index gelistet. Hongkong Electric war das erste Unternehmen, das in Hongkong Strom als Versorger anbot.

## Firmengeschichte
Die Aktivitäten des Hongkong Electric Company reichen in das 19. Jahrhundert zurück. Gegründet wurde das Unternehmen 1890. Zu Beginn wurde die Produktion des Unternehmens von Sir Catchick Paul Chater als informelles Mitglied des Firmenvorstandes gesteuert. Am 1. Dezember 1890 um 18 Uhr strahlte das erste elektrische Straßenlicht im Zentrum von Hongkong.
Das erste Kraftwerk wurde in Wan Chai errichtet. Das zweite Kraftwerk entstand in North Point 1919 und das dritte Kraftwerk wurde in Ap Lei Chau 1968 gebaut.
Das chinesische Unternehmen Hongkong Land (HKL), das 34 Prozent an Hongkong Electric besaß, musste infolge einer schmerzhaften Umstrukturierung im Januar 1985 seinen Anteil verkaufen. Neuer Mehrheitseigentümer an Hongkong Electric wurde das Unternehmen Cheung Kong Holdings, die heutige CK Hutchison Holdings.

## Tochterunternehmen und Beteiligungen
- ETSA Utilities, Australien – 27,93 % Anteil (erworben im Januar 2000)
- Powercor Australia, Australien – 27,93 % Anteil (erworben im September 2000)
- CitiPower, Australien – Anteil 27,93 % (erworben im Juli 2002)
und gemeinsam im Besitz mit Cheung Kong International
- Ratchaburi Power Company Limited, Thailand – 25 % Anteil
zusammen mit Ratchaburi Power Company
- Northern Gas Networks Limited, Vereinigtes Königreich – 41,29 % Anteil (erworben im Juni 2005)
- Associated Technical Services Limited
- Wellington Electricity Distribution Network – 50 % Anteil (erworben 2007)[4]